# Кравченко, Наталья Викторовна
Наталья Викторовна Кравченко (3 ноября 1970, Дубовское, Ростовская область, СССР) — российский игрок и тренер по хоккею на траве. Главный тренер клуба «Дончанка».
Мастер спорта СССР. Мастер спорта России международного класса по хоккею на траве и индорхоккею.

## Биография
Родилась в 1970 году в селе Дубовское, недалеко от Волгодонска. В детстве переехала с родителями в Грозный, но в 1980 семья вернулась в Волгодонск. После окончания школы Кравченко поступила в Казахский институт физической культуры и спорта, по образованию преподаватель физической культуры и тренер по спорту.
С детства любила спорт, долгое время занималась лёгкой атлетикой. Хоккеем на траве увлеклась после московской Олимпиады-80 и стала заниматься в местной секции. Первыми тренерами стали — Зинаида Махмутова и Алла Кулагина. За время профессиональной карьеры Наталья Кравченко стала 10-кратным чемпионом России (6 раз в составе «Дончанки» и 4 раза в составе «ВолгаТелеком»). С 1993 по 2003 год выступала за сборную России. В её составе была участницей чемпионата мира по хоккею на траве 2002.
С 2008 года работает тренером КХТ «Дончанка». Также, после окончания активной игровой карьеры участвует в ветеранском хоккейном движении. В 2018 году вместе со сборной России заняла третье место на чемпионате мира среди ветеранов в Испании.

## Личная жизнь
Замужем. Имеет взрослую дочь.